# Espuma cuántica
La espuma cuántica, también conocida como espuma del espacio-tiempo es un concepto en la mecánica cuántica, concebido por John Wheeler en 1955.

## Introducción
La espuma fue propuesta como el concepto de lo que sería supuestamente la base de la estructura del universo, pero también se utiliza el término como una descripción cualitativa de las turbulencias del espacio-tiempo subatómico, que tienen lugar a distancias extremadamente pequeñas, del orden de la longitud de Planck.
A escalas tan pequeñas como la escala de Planck de tiempo y espacio, el principio de indeterminación permite la existencia de estados en que el número de partículas o su energía no estén totalmente determinadas, pudiendo aniquilarse entre sí algunas de ellas, sin violar la ley de conservación de la energía. Puesto que la escala de Planck de espacio y tiempo son muy pequeñas, la energía de posibles partículas virtuales, asociada a la indeterminación del número de partículas, se ve incrementada (ya que la escala de energía es inversamente proporcional a la de tiempo). Esto da lugar a grandes energías y presumiblemente a grandes curvaturas del espacio-tiempo, de acuerdo a la teoría de la relatividad general de A. Einstein.
Esta discusión informal sugiere que, a escalas suficientemente pequeñas, la energía de las fluctuaciones sería suficientemente elevada para causar salidas significativas de dicha energía desde el espacio-tiempo liso visto desde una escala mayor, lo que le daría al entramado espaciotemporal un carácter "espumoso". Sin embargo, sin una teoría completa de la gravedad cuántica, es imposible saber cómo se apreciaría el espacio-tiempo a estas escalas, ya que se piensa que las teorías existentes no podrían hacer predicciones muy precisas en este contexto.
Se han propuesto algunos modelos formales de espuma cuántica, pero aún son propuestas esquemáticas que no han permitido construir una teoría bien estructurada que haga predicciones verificables.

## Relación con otras teorías
La espuma cuántica es, en teoría, creada por partículas virtuales de muy alta energía. Las partículas virtuales son descritas en la teoría cuántica de campos, como partículas que surgen brevemente para ser rápidamente aniquiladas durante la interacción entre partículas, de tal forma que afectan a las medidas de dicha interacción, a pesar de que las partículas virtuales nunca son directamente observadas. Estas partículas también pueden aparecer y aniquilarse en breves espacios de tiempo en el espacio vacío, y estas fluctuaciones del vacío afectan a las propias propiedades del vacío, dando lugar a una energía no cero conocida como energía del vacío, un tipo de energía del punto cero (sin embargo, los físicos no están seguros de la magnitud de esta energía). El efecto Casimir también puede ser comprendido en términos del comportamiento de partículas virtuales en el espacio vacío entre dos superficies paralelas. De forma ordinaria, la teoría cuántica de campos no trata sobre partículas virtuales con energía suficiente para curvar el espacio-tiempo de forma significativa, por lo que la espuma cuántica es una extensión especulativa de estos conceptos que hipotetizan las consecuencias de dichas partículas virtuales de alta energía a longitudes y períodos de tiempo extremadamente pequeños.
En la actualidad las redes de espín y la teoría cuántica de bucles incluyen modelos aproximados de espuma cuántica, con algunas de las propiedades teorizadas por John Wheeler para la espuma cuántica. El espacio-tiempo espumoso parecería una compleja y turbulenta tempestad en el mar. Algunos físicos teorizan y especulan sobre la posible formación de agujeros de gusano en dicha espuma, así como la posibilidad de creación de un hiperespacio que conecte con otros universos paralelos.[cita requerida]